# Almagro (Buenos Aires)
Almagro é um bairro da cidade argentina de Buenos Aires. Nas ruas deste bairro de classe média, existe uma intensa actividade comercial e uma forte densidade populacional, devido à quantidade de prédios com muitos andares que se erguem ao longo da linha férrea.

## História
No século XVIII a parte ocidental de Almagro pertencia ao comerciante português Carlos de los Santos Valente e depois à sua empresa. As zonas leste e norte pertenciam ao solicitador espanhol Juan María de Almagro y de la Torre, que viu o governo revolucionário confiscar-lhe as suas terras, para apenas as devolver em 1820. Quer Santos Valente quer Almagro orientavam a gestão das suas terras para fins agrícolas, não empreendendo qualquer desenvolvimento urbano.
Durante o século XIX, a maior parte do bairro foi ocupada por quintas e fábricas de tijolos. Os bairros de Almagro e Caballito localizavam-se na estrada que ligava Buenos Aires à cidade de Flores.
Em 1880, Almagro foi oficialmente incorporado no distrito federal, sendo separado dos restantes bairros por volta de 1900, já após a construção da igreja da paróquia de San Carlos em 1878 e das linhas férreas e da imigração massiva (a grande maioria dos habitantes do bairro eram bascos e italianos).
A rápida urbanização fez propagarem-se os conventillos (hotéis de imigrantes). A adaptação dos imigrantes à cultura local foi rápida, sendo Almagro o local de nascimento de vários tangos famosos e muito frequentado pelo cantor Carlos Gardel, devido à proximidade do mercado de Abasto, que em 1930 gravou um tango chamado Almagro.
Na década de 1950, o campus de Buenos Aires da Universidade Tecnológica Nacional foi construído nas ruas Lavalle e Medrano. Sendo a faculdade de humanidades ("Filosofía y Letras") da Universidade de Buenos Aires deslocada para a rua Puán durante a década de 1980.
O compositor e maestro Osvaldo Pugliese veio morar para Almagro nos seus últimos anos de vida, para observar a criação do complexo da Casa del Tango na rua Guardia Vieja.

## Desporto
O Club Atlético San Lorenzo de Almagro, um dos cinco grandes do futebol argentino, é originário do bairro, mas com a divisão administrativa de Almagro, em 1972, surgiu um novo bairro oficial, Boedo (até então era essencialmente apenas a parte sul do mais antigo bairro de Almagro, a partir do qual se autonomizou), onde se situava a sede social deste clube e na qual se mantém. Em 1979, o San Lorenzo perdeu o seu estádio (no local existe um supermercado Carrefour) e passou a jogar em campos arrendados até construir um novo recinto, no bairro de Flores, inaugurado em 1993. No entanto, o San Lorenzo lutou sempre pelo regresso do seu estádio ao local original e decorre uma recolha de fundos para permitir a saída do Carrefour e a edificação de um novo estádio no local onde outrora se ergueu o popular "Gasometro", casa do San Lorenzo e de vários jogos da seleção argentina.
O Club Almagro é outra instituição desportiva criada no bairro. Porém, assim como o San Lorenzo, também acabou por mudar-se, mandando seus jogos inclusive fora da cidade de Buenos Aires, com suas partidas como mandante ocorrendo em José Ingenieros.